# Liste der Naturdenkmale in Schönwald im Schwarzwald
| Naturdenkmale | Anzahl |
| ------------- | ------ |
| FND           | 1      |
| END           | 1      |
| Gesamt        | 2      |

Die Liste der Naturdenkmale in Schönwald im Schwarzwald nennt die verordneten Naturdenkmale (ND) der im baden-württembergischen Schwarzwald-Baar-Kreis liegenden Gemeinde Schönwald im Schwarzwald. In Schönwald im Schwarzwald gibt es insgesamt zwei als Naturdenkmal geschützte Objekte, davon ein flächenhaftes Naturdenkmal (FND) und ein Einzelgebilde-Naturdenkmal (END).
Stand: 1. November 2016.

## Flächenhafte Naturdenkmale (FND)
| Name                     | Bild | Kennung     | Einzelheiten             | Position | Fläche Hektar | Datum         |
| ------------------------ | ---- | ----------- | ------------------------ | -------- | ------------- | ------------- |
| Torfstich Weißenbach     | BW   | 83260540002 | Schönwald im Schwarzwald | ⊙        | 5,0           | 30. Sep. 1992 |
| Legende für Naturdenkmal |      |             |                          |          |               |               |

## Einzelgebilde (END)
| Name                        | Bild | Kennung     | Einzelheiten             | Position | Fläche Hektar | Datum         |
| --------------------------- | ---- | ----------- | ------------------------ | -------- | ------------- | ------------- |
| Gabrielenhoflinde – 1 Linde | BW   | 83260540001 | Schönwald im Schwarzwald | ⊙        | 0,0           | 10. Dez. 1950 |
| Legende für Naturdenkmal    |      |             |                          |          |               |               |